# Saint-Siméon-de-Bressieux
Saint-Siméon-de-Bressieux ist eine französische Gemeinde mit 3.352 Einwohnern (Stand: 1. Januar 2022) im Département Isère in der Region Auvergne-Rhône-Alpes; sie gehört administrativ zum Arrondissement Vienne und ist Teil des Kantons Bièvre. Die Einwohner werden Saint-Siméonais genannt.

## Geografie
Saint-Siméon-de-Bressieux befindet sich etwa 42 Kilometer nordwestlich von Grenoble, am Fuße des Chartreuse-Massivs. Umgeben wird Saint-Siméon-de-Bressieux von den Nachbargemeinden La-Côte-Saint-André im Norden, Brézins im Osten, Saint-Pierre-de-Bressieux und Bressieux im Südosten, Marnans im Süden, Châtenay im Westen sowie Sardieu im Nordwesten.
Durch die Gemeinde führt die frühere Route nationale 519 (heutige D 119).

## Bevölkerungsentwicklung
| Jahr                       | 1962 | 1968 | 1975 | 1982 | 1990 | 1999 | 2006 | 2017 |
| -------------------------- | ---- | ---- | ---- | ---- | ---- | ---- | ---- | ---- |
| Einwohner                  | 1774 | 1861 | 2527 | 2600 | 2437 | 2498 | 2710 | 3225 |
| Quellen: Cassini und INSEE |      |      |      |      |      |      |      |      |

## Sehenswürdigkeiten

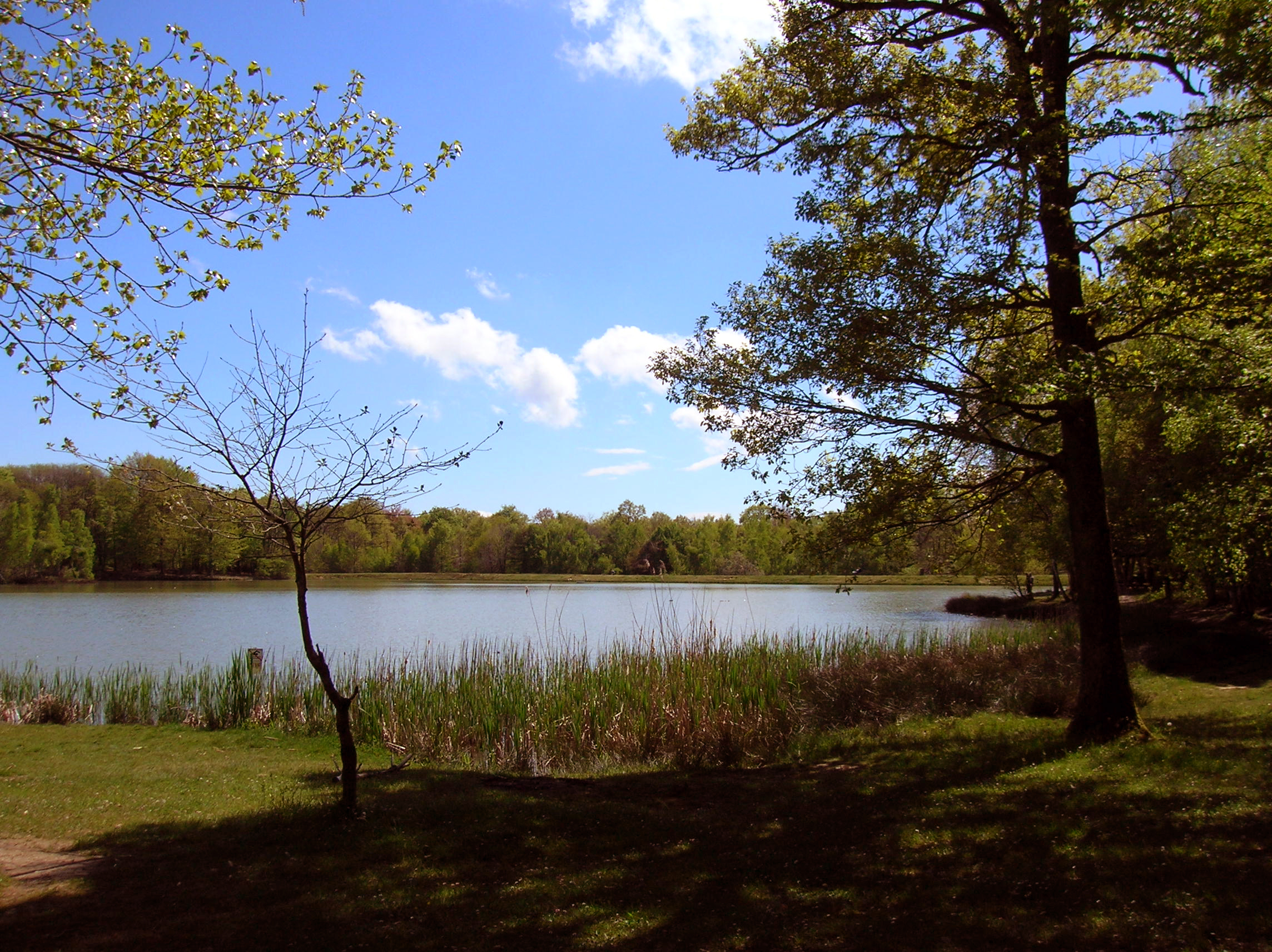
Étang Les Essarts

- Ehemalige Seidenweberschule Girodon aus dem Jahre 1873, Monument historique seit 1990
- Schloss Saint-Siméon-de-Bressieux, ursprünglich aus dem 15. Jahrhundert, im 17. Jahrhundert wieder errichtet
- Étang Les Essarts im Chambaran